# Gestel (Meerhout)
Gestel is een gehucht in de gemeente Meerhout, in de Belgische provincie Antwerpen. Het is gelegen in zuidoosten van de gemeente.

## Geschiedenis
In 1425 is er al sprake van een kapel en een eigen schepenbank. Deze stonden op de Gestelse schans. Deze dorpsschans is de enige nog zichtbare schans van Meerhout. De latere kerk en pastorie zijn erop gevestigd. De parochie Gestel werd in 1869 zelfstandig.
Tot aan de Franse tijd was het landgoed Hovesteen in bezit van de Prinsen van Oranje. Toen werd het onteigend om begin 20e eeuw in bezit te komen van politicus Frans Schollaert.

## Bezienswaardigheden
- De Onze-Lieve-Vrouwekerk
- De Schans, waarvan een deel van de omgrachting nog aanwezig is.

## Onderwijs
Het gehucht heeft een eigen basisschool.

## Sport
In Gestel is volleybalvereniging KWB Meerhout Gestel gevestigd.

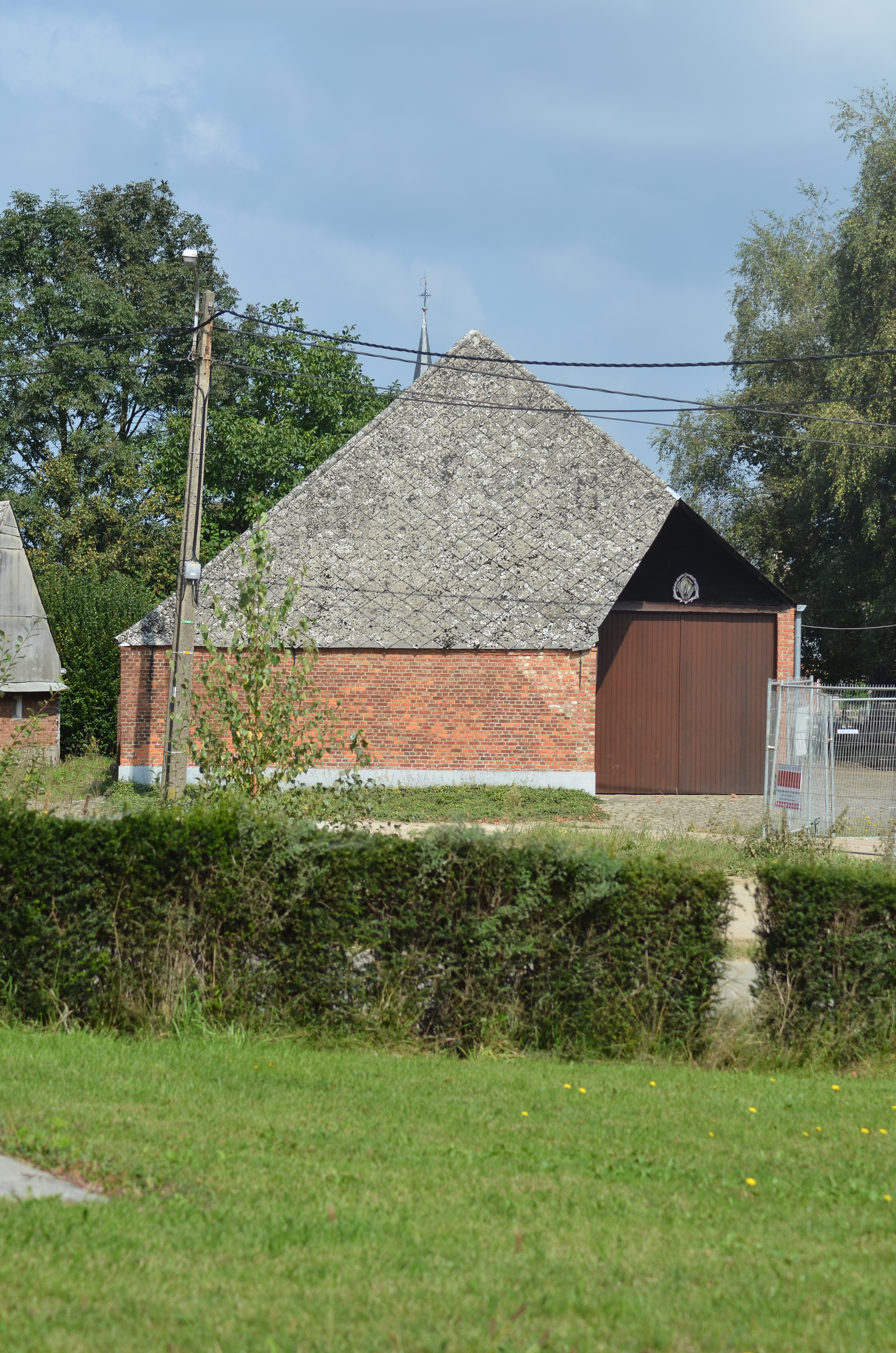
Kempische schuur

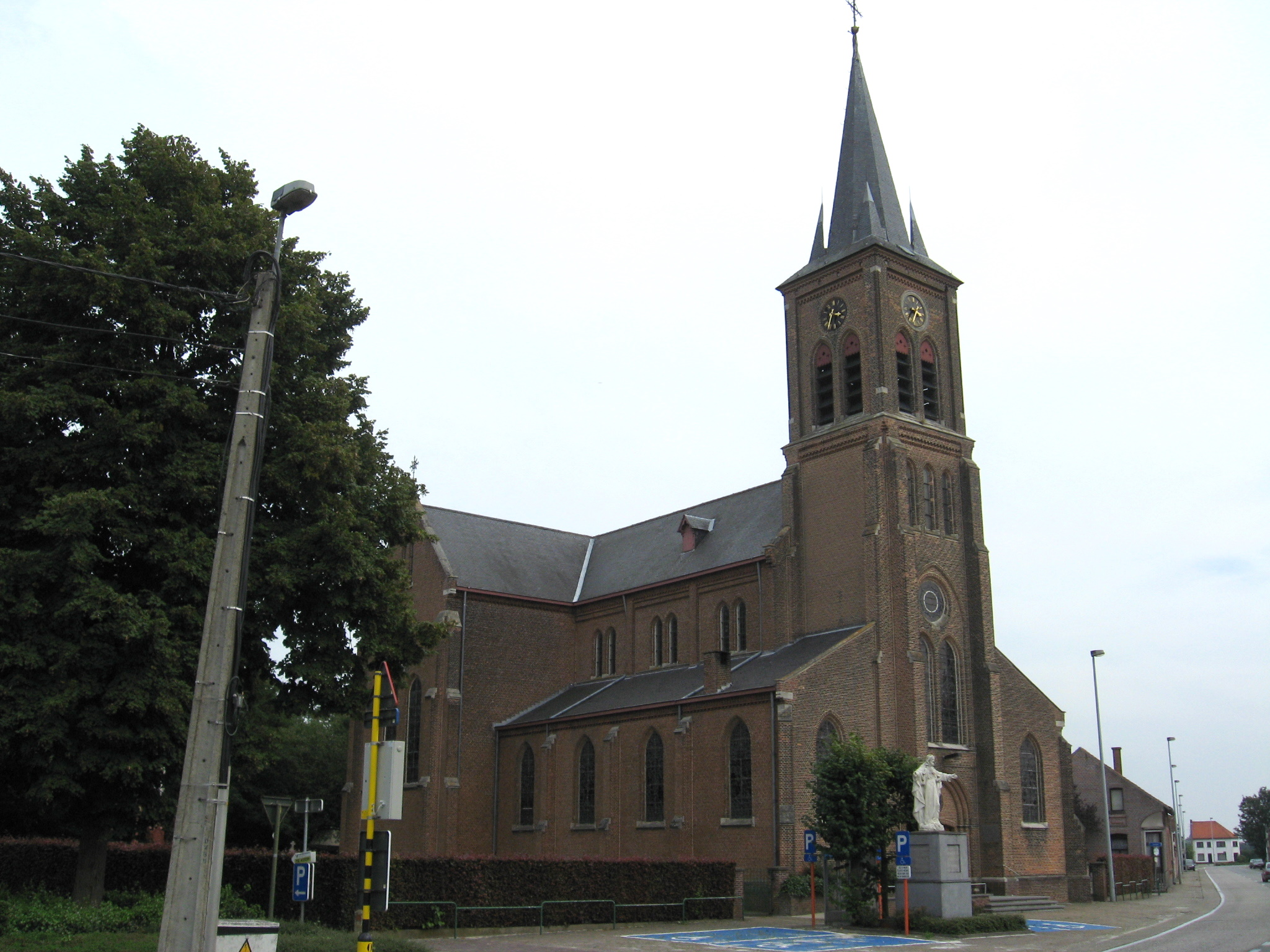
Onze-Lieve-Vrouwkerk

## Nabijgelegen kernen
Meerhout, Genendijk